# Abelardo Vásquez
Abelardo Vásquez (Lima, 2 de enero de 1929 - ídem, 24 de abril de 2001) fue un destacado cantante, compositor y recopilador de música criolla peruana.

## Biografía
Nació en el distrito de Jesús María, en Lima, el 2 de enero de 1929. Fue el cuarto hijo del legendario músico afroperuano Porfirio Vásquez. Estuvo casado con Marilu Loncharich. Fue gran amigo del compositor Manuel Acosta Ojeda. 
En 1938 apareció con seis años en la película musical Gallo de mi galpón bailando marinera junto a su hermana María Julia.
En 1956 integró la primera Compañía Negra "Pancho Fierro", organizada por José Durand. Nicomedes Santa Cruz, amigo y maestro, lo invitó a formar el grupo "Cumanana", de donde nació el clásico disco homónimo.
En el año 1977 realizó una gira de 72 días con la agrupación Hijos del Sol, presentándose en Japón. En 1982, al lado de Carmen Flores, Vicente Vásquez y Carlos Montañez, recorre Alemania. Al año siguiente volvió a Argentina para el Festival de Cosquín. 
En 1984 crea la Peña “Don Porfirio” en la esquina de Bolognesi y Segura en Barranco.
Falleció el 24 de abril de 2001 en Lima. Sus restos fueron velados en su domicilio, en el distrito de Barranco. 

## Composiciones
- Angélica
- Préndeme la vela (alcatraz)
- Negra Panchita (festejo)
- Camote asao (festejo)
- Gozando el vals
- Entre copa y copa
- Ven a meneá
- Porfirio, Pipo y Vicente (marinera)

## Discografía
- Cumanana
- 1975: Socavón
- 1971: Ritmos Negros del Perú
- 1974: Los Vásquez
- Perú Moreno (con Alicia Maguiña)
- La Marinera Limeña es así
- Afro-Peruvian Classics/The soul of Black Perú